# فراس شعیب
فراس شعیب (انگلیسی: Firas Chaieb؛ زادهٔ ۲۱ ژوئیهٔ ۱۹۹۲) بازیکن هندبال اهل قطر است.